# كيسي كالفيرت
كيسي كالفيرت (بالإنجليزية: Casey Calvert)‏ ممثلة أفلام إباحية أمريكية ولدت في 17 من مارس سنة 1990 بمدينة بالتيمور، ماريلاند، الولايات المتحدة. فازت بالعديد من الجوائز في صناعة الأفلام الإباحية. وكتبت عن صناعة المواد الإباحية في المنشورات الإعلامية الرئيسية.

## روابط خارجية
- كيسي كالفيرت على موقع IMDb (الإنجليزية)
- كيسي كالفيرت على موقع IMDb (الإنجليزية)
- كيسي كالفيرت على موقع IMDb (الإنجليزية)
- كيسي كالفيرت على موقع قاعدة بيانات الفيلم (الإنجليزية)
- كيسي كالفيرت على موقع ليتربوكسد (الإنجليزية)
- كيسي كالفيرت على موقع كينوبويسك (الروسية)